# Asano Yoshinaga
Asano Yoshinaga (浅野 幸長?; 1576 – 9 ottobre 1613) è stato un samurai e daimyō giapponese della fine del periodo Sengoku e inizio di quello Edo. Era conosciuto anche come Asano Yukinaga.

## Biografia
Asano Yoshinaga nacque a Odani, nel distretto Asaidella provincia di Ōmi nel 1576, e figlio ed erede di Asano Nagamasa, fratello adottivo di O-Ne, moglie di Toyotomi Hideyoshi. Sposò una figlia di Ikeda Tsuneoki.
La sua prima campagna fu quella di Odawara nel 1590. Nel 1593, assieme al padre, gli fu concesso il dominio di Fuchū (200.000 koku, nella provincia di Kai. Grazie all'aiuto di Maeda Toshiie evitò per un pelo di essere implicato nello scandalo di Toyotomi Hidetsugu del 1595.
Yoshinaga ottenne la distinzione con suo padre nel 1597, durante l'assedio di Ulsan, quando detenevano la fortezza sotto il comando di Katō Kiyomasa. 
Lui e Nagamasa sostennero Tokugawa Ieyasu nel 1600 e Yoshinaga guidò personalmente 6.500 uomini a Sekigahara (1600). Poco dopo la vittoria Tokugawa gli fu assegnato a il dominio di Wakayama (370.000 koku) nella provincia di Kii. Morì senza figli e gli succedette il fratello minore Nagaakira. La sua morte improvvisa fu ritenuta particolarmente dubbia per l'epoca e suscitò sospetti sul fatto che Ieyasu avesse avuto qualche implicazione.